# قران قية (عباس الشرقي)
قران قیة (بالفارسية: قران‌قیه) هي قرية تقع في إيران في قسم عباس الشرقي الريفي.